# Ejn Ja'akov
Ejn Ja'akov (hebrejsky עֵין יַעֲקֹב, doslova „Ja'akovův pramen“, v oficiálním přepisu do angličtiny En Ya'aqov, přepisováno též Ein Ya'akov) je vesnice typu mošav v Izraeli, v Severním distriktu, v Oblastní radě Ma'ale Josef.

## Geografie
Leží v nadmořské výšce 433 metrů, v zalesněné západní části Horní Galileji, cca 12 kilometrů od břehů Středozemního moře a 9 kilometrů od libanonských hranic. Je situován na planině, jež je na severní straně ohraničena údolím vádí Nachal Ga'aton, na jižní straně pak údolím Nachal Ošrat. Na severovýchodě stojí vrch Tel Marva, po jehož jižním úbočí do Nachal Gaaton stéká boční vádí Nachal Marva. Západně od obce pak ještě začíná drobné vádí Nachal Mejrav.
Společně se sousedními kibucy Jechi'am a Ga'aton vytváří blok tří zemědělských vesnic. Obec se nachází cca 4 kilometry západně od města Ma'alot-Taršicha, cca 112 kilometrů severovýchodně od centra Tel Avivu a cca 32 kilometrů severovýchodně od centra Haify. Ejn Ja'akov obývají Židé, přičemž osídlení v tomto regionu je etnicky smíšené. V obcích na jižní a jihovýchodní straně je většinové zastoupení izraelských Arabů a Drúzů (například město Januch-Džat). Mezi nimi jsou ovšem rozptýlené menší židovské vesnice. Směrem k severu a západu se rozkládají ryze židovská sídla.
Ejn Ja'akov je na dopravní síť napojen pomocí lokální silnice číslo 8834.

## Dějiny
Ejn Ja'akov byl založen v roce 1950. Jméno odkazuje na biblický citát z Knihy Deuteronomium 33,28: „Izrael přebývá bezpečně – jedinečný je Jákobův Pramen – v zemi obilí a moštu, též jeho nebesa kanou rosou“.
Zakladateli vesnice byli židovští přistěhovalci z Iráku. Obec se zpočátku nazývala Ga'aton Ilit (געתון עלית). Šlo o nové imigranty, kteří sem byli posláni přímo z přistěhovaleckého tábora (Ma'abara) na základě rozhodnutí Židovského národního fondu. Většina z osadníků přitom neměla v předchozím životě zkušenost se zemědělstvím. První zástavba vesnice spočívala z 50 velkých stanů. Voda se musela přinášet ze vzdálenosti několika kilometrů. Pro těžké podmínky velká část osadníků vesnici opustila a Ejn Ja'akov tak musel být znovu posilován dalšími osadnickými skupinami. Mezi zakladateli osady se uvádějí i Židé z Íránu a Kurdistánu. Koncem 50. let 20. století již byla vesnice ekonomicky stabilizovaná.
Ze 150 zdejších rodin jich 80 provozuje soukromou farmu. Ekonomika je kromě zemědělství založena na turistickém ruchu. Část obyvatel za prací dojíždí. V Ejn Ja'akov fungují zařízení předškolní péče. Základní škola je ve vesnici Me'ona. Dále je tu k dispozici zdravotní ordinace, sportovní areály, obchod, synagoga a společenské centrum.

## Demografie
Obyvatelstvo mošavu Ejn Ja'akov je sekulární. Žije tu ale i 10 nábožensky orientovaných rodin. Podle údajů z roku 2014 tvořili naprostou většinu obyvatel v Ejn Ja'akov Židé, cca 900 osob (včetně statistické kategorie "ostatní", která zahrnuje nearabské obyvatele židovského původu ale bez formální příslušnosti k židovskému náboženství, cca 1000 osob).
Jde o menší sídlo vesnického typu s dlouhodobě rostoucí populací. K 31. prosinci 2014 zde žilo 963 lidí. Během roku 2014 populace stoupla o 0,4 %.
| Rok            | 1961 | 1972 | 1983 | 1995 | 2001 | 2003 | 2004 | 2005 | 2006 | 2007 | 2008 | 2009 | 2010 | 2011 | 2012 | 2013 | 2014 |
| -------------- | ---- | ---- | ---- | ---- | ---- | ---- | ---- | ---- | ---- | ---- | ---- | ---- | ---- | ---- | ---- | ---- | ---- |
| Počet obyvatel | 254  | 266  | 286  | 378  | 473  | 517  | 544  | 630  | 687  | 696  | 754  | 816  | 878  | 880  | 924  | 959  | 963  |